# Марксовка (Восточно-Казахстанская область)
Марксовка (каз. Марксовка) — исчезнувшее село в Катон-Карагайском районе Восточно-Казахстанской области Казахстана.

## Географическое положение
Располагалось в 2 км к северо-западу от села Ушбулак (Черемошка), на левом берегу реки Черемошка.

## Население
На карте 1961 г. в Марксовке значится 28 жителей.